# Relaciones Angola-Perú
Las relaciones Angola-Perú (en portugués: Relações Angola-Peru) se refieren a las relaciones internacionales entre la República de Angola y la República del Perú. Ambas naciones son miembros de la Organización de las Naciones Unidas (ONU), y se han relacionado en el Foro de Países Exportadores de Gas, donde Angola es miembro pleno, y Perú miembro observador.

## Historia
Las relaciones bilaterales entre el Perú y Angola se establecieron formalmente el 6 de septiembre de 1985. En 1988 una delegación de  Angola visitó el Perú, suscribiendo con ambas partes un acta de entendimiento mutuo para fomentar la cooperación entre los dos países. También suscribieron un proyecto de programa para cooperación técnica.
Entre 2018-2019 Angola, Perú y Honduras desarrollaron en conjunto un programa para incentivar el consumo de pescado en los almuerzos de las escuelas públicas, bajo el auspicio de la FAO.

## Misiones diplomáticas
- La embajada de Angola en Brasil concurre con representación diplomática a Perú.[2]
- La embajada de Perú en Sudáfrica concurre representación diplomática a Angola.[8]